# Joseph Gonzales (Fußballspieler)

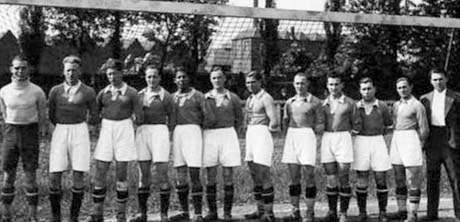
Gonzales (7. v. links/6. v. rechts) 1934 mit dem SC Fives

Joseph Gonzales (* 19. Februar 1907 in Béni Saf; † 26. Juni 1984 in Aubagne) war ein französischer Fußballspieler und -trainer.

## Vereinskarriere

### Zeit als Amateur (bis 1933)
Der 178 Zentimeter große Abwehrspieler Gonzales wuchs in der Stadt Béni Saf an der Mittelmeerküste des französisch besetzten Algeriens auf und begann bei einem lokalen Verein  im Jahr 1921 mit dem Fußballspielen. 1926 ging er ins benachbarte Marokko, das ebenfalls unter französischer Herrschaft stand, und spielte für einen Klub aus Oujda nahe der algerischen Grenze. 1931 ging er in den äußersten Norden des französischen Mutterlands, wo er bei der UA Valenciennes-Anzin spielte. Mit der Mannschaft verpasste er die Qualifikation für die Division 1, die 1932 als erste Liga des Landes geschaffen wurde und den Profifußball in Frankreich begründete. Zwar gelang 1933 der Einzug in die ein Jahr nach der ersten Liga eröffnete Division 2, die als zweite Liga ebenfalls professionellen Fußball anbot, doch Gonzales erhielt ein Angebot des benachbarten Erstligisten SC Fives und entschied sich nach zwei Jahren bei Valenciennes zu einem Wechsel dorthin.

### Profilaufbahn vor dem Krieg (1933–1939)
Gonzales, der bei seinem Wechsel in den Profifußball im Sommer 1933 bereits 26 Jahre alt war, avancierte bei Fives sofort zum Stammspieler und zählte damit zum Kern einer Mannschaft, die 1934 als Tabellenzweiter französischer Vizemeister wurde. Er blieb fester Bestandteil des Teams der Nordfranzosen, bevor er 1936 vom im Süden des Landes beheimateten Ligarivalen Olympique Marseille abgeworben wurde. Nachdem er zunächst in der ersten Elf gesetzt war, fiel er in der ersten Jahreshälfte 1937 für einen längeren Zeitraum aus und war somit nur mit zehn bestrittenen Spielen am Gewinn der Meisterschaft 1937, die den ersten Titelgewinn seiner Laufbahn darstellte, beteiligt. Danach erkämpfte er sich wieder einen Stammplatz und schaffte mit Marseille den Einzug ins nationale Pokalfinale 1938. Bei diesem lief er von Beginn an auf und erreichte durch einen 2:1-Erfolg gegen den FC Metz den Gewinn der Trophäe. 

### Kriegsjahre und Trainerlaufbahn (ab 1939)
Der Beginn des Zweiten Weltkriegs brachte 1939 die Einstellung des regulären Spielbetriebs mit sich und zwang viele Spieler aufgrund der Einberufung ins Militär zur Unterbrechung oder zum Ende ihrer Laufbahn. Gonzales konnte hingegen weiterspielen und nahm mit Marseille an der inoffiziell weiterhin stattfindenden Austragung der Meisterschaft teil. Im Pokal stand die Mannschaft im Endspiel von 1940, doch der Verteidiger scheiterte durch eine 1:2-Niederlage gegen Racing Paris an einem möglichen zweiten Gewinn des Titels. Von 1942 an führte er parallel zu seiner Spielerlaufbahn auch das Amt des Trainers bei Olympique aus. In dieser Rolle als Spielertrainer erreichte er die Qualifikation für das Pokalfinale 1943 und holte durch einen 4:0-Sieg gegen Girondins Bordeaux im dritten Versuch zum zweiten Mal den Titel. 
Im selben Jahr wurden die regulären Vereine durch so genannte Équipes fédérales ersetzt, wobei Gonzales der ÉF Marseille-Provence angehörte und seine Aufgaben als Spieler und Trainer weiter wahrnahm. 1944 konnte er durch die Wiedereinführung der Vereinsmannschaften zu Olympique Marseille zurückkehren. Im Januar 1945 gab er den Trainerposten auf, behielt jedoch seine Rolle als Stammspieler bei. Zur Spielzeit 1945/46, die die Wiedereinführung des regulären Spielbetriebs mit sich brachte, stand er mit 38 Jahren immer noch im Kader, kam aber nicht mehr über zwei Saisoneinsätze hinaus. Nach seiner letzten Partie am 30. September 1945, bei der er eine 0:6-Niederlage gegen den FC Rouen miterleben musste, beendete er nach 150 Erstligapartien mit zwei Toren sowie 73 weiteren inoffiziellen Erstligapartien mit einem Tor seine Profilaufbahn. 1948 kehrte er nach Algerien zurück, wo er in Ain Temouchent gemeinsam mit seinem Bruder ein Café führte und nebenbei einen lokalen Verein trainierte. Später lebte er im Süden Frankreichs und starb dort 1984.

## Nationalmannschaft
Der Spieler wurde ins französische Aufgebot zur WM 1934 berufen, kam während des Turniers jedoch nicht zum Einsatz. Sein Debüt für die Nationalelf der Franzosen gelang ihm daher erst am 8. März 1936, als der damals 29-Jährige bei einem 3:0-Sieg gegen Belgien auf dem Platz stand. Die Begegnung blieb zugleich sein einziger Einsatz im Trikot seines Landes.